# Людериц, Адольф
Адольф Лю́дериц (нем. Adolf Lüderitz; 6 июля 1834, Бремен — 24 октября 1886, Оранжевая река) — германский торговец, основатель немецкой колонии в Юго-Западной Африке (современной Намибии). В 1883—1915 годах основанная им колония разрослась и стала значительным владением Германской империи — Германской Юго-Западной Африкой. В его честь названы город Людериц в современной Намибии и улица в Берлине в Африканском квартале.